# Sphagnum magellanicum
Sphagnum magellanicum és una espècie de molsa de la família Sphagnaceae. És endèmica de Xile, Argentina i el Perú. Té un color vermellós que el fa distingible fàcilment d'altres espècies de sphagnum.
Es troba en grans extensions a la tundra magallànica en torberes i zones de sòl humit.

## Font
- Bryophyte Specialist Group 2000. Sphagnum magellanicum. 2006 IUCN Llista Roja d'espècies amenaçades, 23 d'agost 2007